# Гірська зебра Гартмана

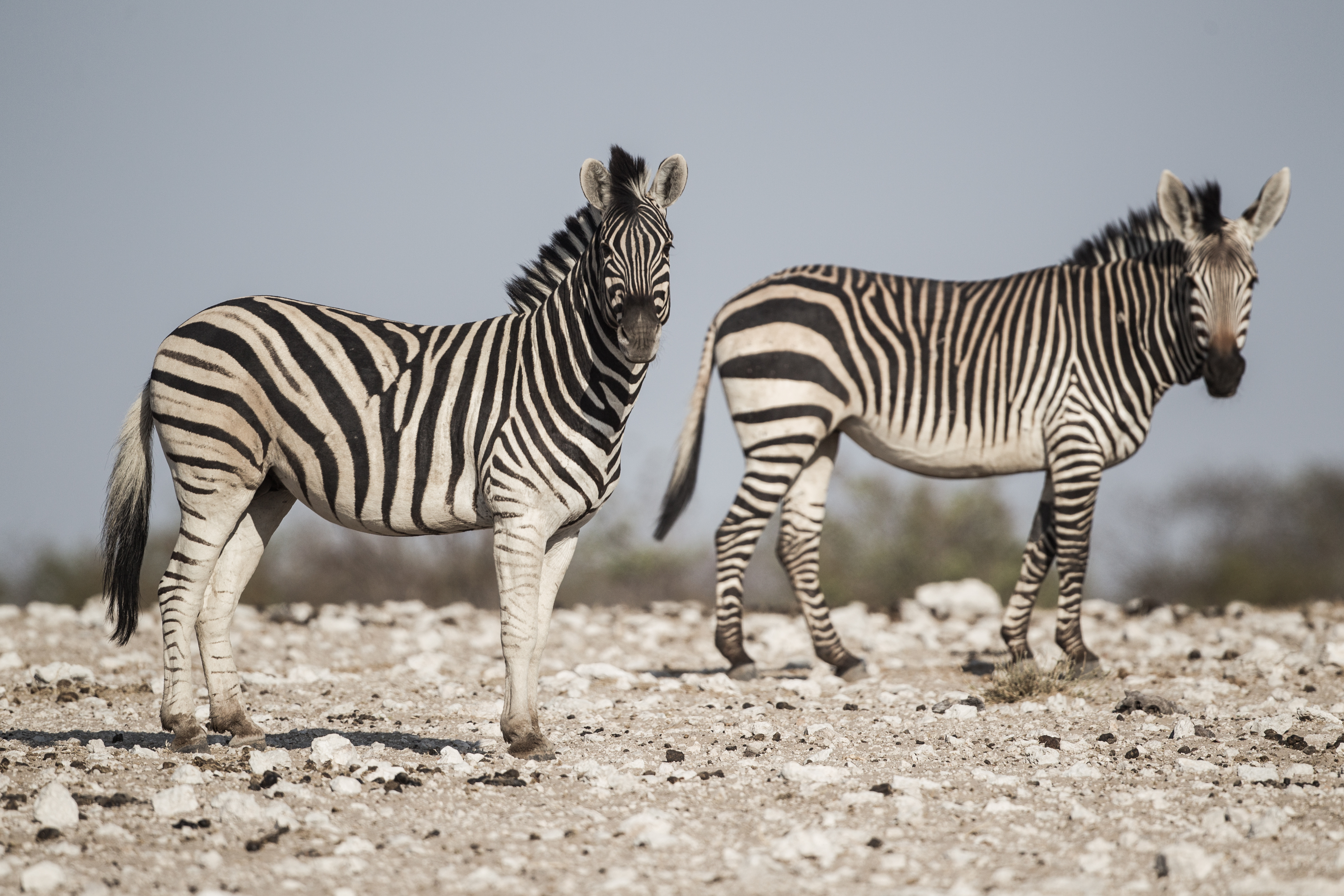
Гірська зебра (праворуч) поряд із зеброю Берчелла

Гірська зебра Гартмана (Equus zebra hartmannae) — підвид гірської зебри, що мешкає в південно-західній Анголі та західній Намібії. Її легко відрізнити від інших подібних видів зебр за підгрудком, а також за відсутністю смуг на животі.

## Середовище проживання та поведінка
Зебри Гартмана спритні альпіністи і здатні жити в посушливих умовах і крутих гірських місцевостях.
Гірські зебри Гартмана вважають за краще жити невеликими групами від 3 до 12 особин. Стада  складаються з одного жеребця та кількох кобил. Молодих самців, як правило, виганяють, коли їм виповниться 2 роки. Молоді самці, утворюють стада холостяків. Як правило самці починають розмножуватися у віці 5 років.
Гірська зебра Гартмана здійснює позитивний вплив на довкілля у місцях свого проживання — під час своєї унікальної поведінки купанні в пилу вони створюють стійку западину у ґрунті, відому як "котяча яма". Ці ями створюють сприятливий ландшафт для місцевої рослинності. У пустельному кліматі рослинам легше укорінитися в таких ямах.
Вони дуже добре переміщуються по камінню порівняно з іншими видами зебр і мають дуже жорсткі та загострені копита. Гірські зебри Гартмана відомі своєю грайливою поведінкою порівняно з іншими видами зебр. Хоча чисельність цього підвиду більша, ніж капської гірської зебри, він все ще вважається вразливим до зникнення.

## Опис
Гірські зебри Гартмана мають вузькі смужки поперек спини, невелику подушечку під підборіддям, що помітно звисає, тіньові смуги відсутні. Цих зебр легко відрізнити за смугами, які тягнуться аж до копит, натомість на животі, на відміну від інших зебр, смуг у них немає.

## Таксономія
Деякі дослідники вважають, що гірську зебру Гартмана слід розглядати як окремий вид від капської гірської зебри , але ця думка не підтверджена генетичними доказами (див. Гірська зебра#Таксономія ) у 2005 році.